# فرح الشاذلي
فرح الشاذلي هي حارسة مرمى كرة يد، مصرية من مواليد سنة 2001/8/4 في القاهرة، مصر. هي حارسة مرمى مصر لمنتخب الناشئات لكرة اليد لمواليد 2000 وتلعب في نادي الشمس الرياضي، حصلت على لقب أفضل حارسة مرمى في العالم في الدور الأول بكأس العالم للسيدات تحت سن ال 18 ببولندا 2018. ولدت فرح لأب مصري وأم فلسطينية. والدها هو الكاتب المصري أسامة الشاذلي.

## لقب أفضل حارس مرمى في العالم
نجحت فرح الشاذلي في الحصول على لقب أفضل حارس مرمى في بطولة العالم لكرة اليد بعد مرور 4 جولات من الدور الأول للبطولة. واحتلت المركز الأول لأفضل حارس مرمى بعد أن تصدت لـ41 كرة من أصل 156 بنسبة 31% بواقع 12 تصدي في المباراة الواحدة.